# Hussein Al-Taib Maki
Hussein Al-Taib Maki (arab. ‏حسين الطيب مكي‎, ur. 1 lipca 1941) – saudyjski sportowiec.
Brał udział w pchnięciu kulą na Letnich Igrzyskach Olimpijskich 1972.